# John Poupore
John Poupore, né le 10 avril 1817 à Edwardsburg, au Haut-Canada, et mort le 12 juillet 1896 à Chichester, au Québec, est un agriculteur, marchand de bois, meunier et homme politique fédéral, provincial et municipal du Québec.

## Biographie
Né à Edwardsburg dans le Haut-Canada (Ontario), il étudia à Potsdam dans l'État de New York aux États-Unis, village dans lequel son père servit comme maire. Il établit ensuite sa propre ferme et opéra une scierie. Il devint par la suite lieutenant-colonel dans la milice du comté de Pontiac. En 1861, il défait Edmund Heath pour devenir représentant du district électoral de Pontiac à l'Assemblée législative de la province du Canada. Réélu en 1863, il représenta la circonscription provinciale de Pontiac à l'Assemblée législative du Québec à partir de 1867. Réélu en 1871, il démissionna en 1874. Il fut aussi maire de la municipalité de Chichester au Québec et agent responsable de l'immigration à Québec de 1876 à 1878.
Élu député du Parti conservateur dans la circonscription fédérale de Pontiac en 1878, il ne se représenta pas en 1882.
Son neveu, William Joseph Poupore, fut également député fédéral de Pontiac de 1896 à 1900.